# Saint-Méry
Saint-Méry – miejscowość i gmina we Francji, w regionie Île-de-France, w departamencie Sekwana i Marna.
Według danych na rok 1990 gminę zamieszkiwały 302 osoby, a gęstość zaludnienia wynosiła 30 osób/km² (wśród 1287 gmin regionu Île-de-France Saint-Méry plasuje się na 923. miejscu pod względem liczby ludności, natomiast pod względem powierzchni na miejscu 376.).